# طروادة (علم الفلك)

نقاط طروادة هي النقاط المسماة L4 و L5، باللون الأحمر، على المسار المداري للجسم الثانوي (الأزرق)، حول الجسم الرئيسي(الأصفر).

في علم الفلك الطروادة أو أحصنة طروادة هي عبارة كويكبات صغيرة أو أقمار ترافق كوكب أو قمر أكبر أثناء دورانه حول الشمس، حيث تبقى الطروادة في موقع مستقر بالنسبة للجرم الأكبر على وجه الخصوص بالقرب من واحدة من نقاط لاغرانج المستقرة- L4 و L5 التي زاويتها 60 درجة أمام الجسم الأكبر أو خلفه على التوالي. النقطين L4 و L5 يطلق عليها نقاط طروادة وهي من نقاط لاغرانج الخمسة  كويكبات طروادة هي الفئة الأكثر شيوعا والأكثر شهرة في الأجرام ذات التكوين المداري المشترك، تبعا لنقطة تأرجح مدارتهم
في النظام الشمسي هناك ستة كواكب تملك كويكبات طروادة هي: المشتري، نبتون، المريخ، الزهرة، أورانوس والأرض  وتشير حسابات الحركيات المدارية إلى أن زحل وأورانوس ربما ليس لهما كويكبات طروادة بدائية.

## التسمية
مصطلح «طروادة» في الأصل يشير إلى «كويكبات طروادة» (طروادة مشترية) كويكبات ذات مدار على مقربة من نقاط لاغرانج لكوكب المشتري. وقد سميت بهذه التسمية منذ فترة طويلة نسبة لشخصيات من حرب طروادة في الأساطير الإغريقية. وبموجب الاتفاقية، فإن الكويكبات التي تدور حول النقطة L4 لكوكب المشتري سميت باسم الشخصيات من الجانب الإغريقي للحرب، في حين أن تلك التي تدور بالقرب من النقطة L5 هي من الجانب الطروادي. هناك استثناءان، تم تسميتهما قبل أن يتم وضع الاتفاقية، 617 باتروكلوس تحت مسمى إغريقي، و624 هكتور تحت مسمى طروادي، وكلاهما في الجانب الخطأ.

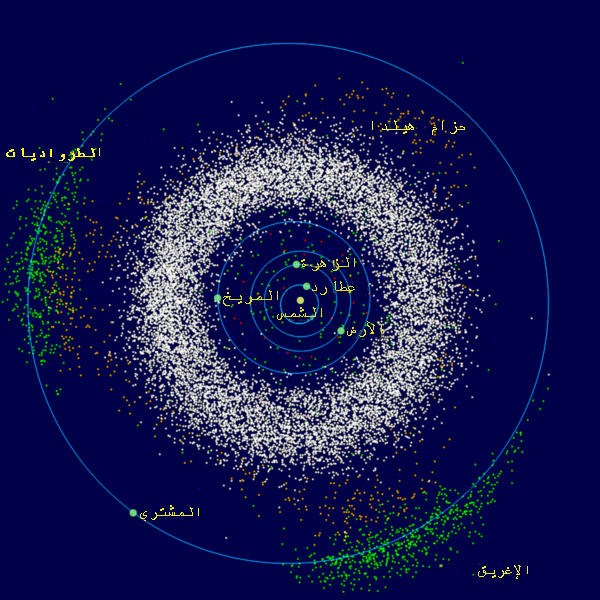
طروادة المشتري أمام و وراء كوكب المشتري على طول مساره المداري، وحزام الكويكبات بين المريخ والمشتري، وكويكبات هيلدا.

| طروادة المشتري | حزام الكويكبات | كويكبات هيلدا |